# Vodafone Czech Republic
Vodafone Czech Republic je česká telekomunikační společnost, která je od roku 2005 součástí mezinárodní telekomunikační skupiny Vodafone Group. Je jedním ze tří největších českých mobilních operátorů. 
Společnost Vodafone Czech Republic a.s. patří mezi největší české firmy podle tržeb. Byla založena jako Český Mobil v roce 1999, ve kterém jí vláda Miloše Zemana udělila bezplatnou licenci na provoz třetí mobilní sítě GSM. Svou mobilní síť nazvala Oskar, samotná společnost byla v září 2004 přejmenována na Oskar Mobil. V roce 2005 se stala jediným akcionářem firmy Český mobil společnost Vodafone. Vodafone v listopadu 2005 schválil zatím poslední změnu názvu společnosti z Oskara na Vodafone Czech Republic.
Sídlo společnosti se nachází v pražských Stodůlkách. 
Generální ředitelkou je od ledna 2024 Violeta Luca, která dříve působila jako generální ředitelka Microsoft Česko a Slovensko.
V roce 2019 došlo k akvizici největšího českého kabelového operátora UPC Česká republika, čímž se Vodafone stal 2. největším poskytovatelem pevného internetového připojení v Česku.

## Historie společnosti
Společnost Český Mobil  a.s. vznikla v srpnu 1999, zakladateli společnosti byly nizozemská společnost Telesystem International Wireless N.V, patřící kanadské telekomunikační společnosti Telesystem International Wireless, a Investiční a poštovní banka. V lednu 2000 TIW vlastnila 51 % akcií a IPB 48,5 % akcií.
V září roku 1999 probíhalo vyhodnocení tendru na třetí licenci pro provozování telekomunikačních služeb v pásmu GSM 1800 MHz. Z přihlášených čtyř zájemců (Český Mobil, Orange, CrysTel, Vlna+) nejlépe vyhověly požadavkům tendru společnosti Český Mobil (148 bodů ze 150 možných) a Orange (132 bodů ze 150).
Při porovnání zkušeností s provozováním sítě v pásmu 1800 MHz (100 % versus 0 %) a počtu uživatelů (3,5 mil. versus 456 tis.) vítězila společnost Orange, zatímco kanadská Telesystem International Wireless (TIW, majoritní akcionář Českého Mobilu) na rozdíl od konkurenta provozovala mobilní síť v Rumunsku (tj. měla zkušenost s provozem sítě ve východoevropské zemi) a nabízela spuštění sítě tři měsíce od ukončení tendru, tj. při plánovaném ukončení tendru koncem září 1999 měla být spuštěna síť Českého Mobilu koncem prosince 1999. Orange deklarovala spuštění sítě až počátkem března 2000. V tendru zvítězila společnost Český Mobil.
8. října 1999 byla se společností Český Mobil uzavřena smlouva. Její součástí byla klauzule o spuštění sítě do tří měsíců.
Český Mobil se zavazuje zahájit poskytování mobilních telekomunikačních služeb a provoz telekomunikačních zařízení do 3 měsíců od udělení Pověření při pokrytí přibližně 37 % obyvatelstva, za předpokladu technické dostupnosti propojení s SPT TELECOM, a.s.
Původní plán spustit síť do Vánoc 1999 byl ústy mluvčího společnosti odvolán asi dva měsíce po podpisu smlouvy (listopad 1999) s tím, že síť bude zprovozněna v termínu daném smlouvou s ministerstvem dopravy a spojů – do 8. ledna 2000, ovšem pouze pro pilotní testování. Oficiálně byl komerční provoz sítě Oskar zahájen až 1. března 2000.
V lednu 2000 IPB prodala 34,5 % akcií TIW, která tím navýšila svůj podíl na 85,5 %. IPB zůstalo 14 % akcií. Po krachu IPB v červnu 2000 přešel její podíl na Československou obchodní banku. Ta se neúčastnila následných navyšování kapitálu, její podíl tak postupně klesal, k 31. prosinci 2000 tak TIW vlastnila již 94,1 % akcií.
V roce 2001 došlo ve spolupráci s Ericssonem a Českým vysokým učením technickým k otevření Výzkumného a vývojového centra. V letech 2001 a 2002 získal Oskar nominací na prestižní ocenění World Communication Award pro nejlepšího mobilního operátora.
V roce 2002 převedla ČSOB svůj 4 % minoritní podíl ve společnosti na Českou konsolidační agenturu. Ta ho v roce 2003 prodala TIW za 614 mil. Kč.
Za rok 2003 společnost poprvé vykázala provozní zisk. V roce 2004 se společnost přejmenovala na Oskar Mobil  a.s.
V roce 2005 prodala kanadská TIW svůj majoritní podíl ve společnosti britské Vodafone Group. Součástí transakce byl i rumunský mobilní operátor MobiFon, za obě aktiva zaplatila 3,5 mld. USD (tehdy asi 77 mld. Kč). V roce 2006 se společnost přejmenovala na současný název Vodafone Czech Republic a.s. Během několika měsíců proběhl kompletní rebranding a z Oskar Vodafone později zůstal samostatný Vodafone.
V následujících letech probíhala výstavba 3G sítě a na konci roku 2012 bylo pokryto již 73,2 % populace ČR. V listopadu 2013 Vodafone oznámil zahájení výstavby Turbo Internetu (rychlý mobilní internet na 3G a LTE na frekvenci 900 MHz) a v prosinci téhož roku také spustil první vysílače s LTE na 900 MHz. Tím také jako první operátor v ČR začal pokrývat venkovské oblasti LTE.[zdroj?] Koncem roku 2013 Vodafone v aukci frekvencí získal spektrum pro výstavbu sítě LTE.
V roce 2014 začal spouštět LTE na frekvenci 800 MHz, kterou získal v rámci aukce frekvencí. V témže roce pokryl sítí LTE Prahu. Ve městech Vodafone spustil LTE na 2 100 MHz a stal se podle ČTÚ nejrychlejší a zároveň nejrozšířenější mobilní sítí v České republice.[zdroj?] Následně operátor spustil nejprve v Karlových Varech, a pak i v Praze, LTE-A (LTE-Advanced).[zdroj?]
V červenci 2016 spustil Vodafone volání přes datovou síť LTE pomocí technologie VoLTE a službu Wi-Fi volání.[zdroj?] V listopadu ve spolupráci se společností Huawei jako první v České republice spustil v testovacím režimu technologii 4,5G,[zdroj?] kde došlo ke spojení pásem frekvencí 800, 1800, 2100 a 2600 MHz. Agregace těchto čtyř pásem s plnohodnotnou podporou funkcionality 4x4 MIMO a nový typ modulace 256 QAM umožňují maximální teoretickou rychlost přenosu dat až 1,4 Gb/s.[zdroj?]
Jako první na světě připojil Vodafone za plného provozu na licencovaném radiovém pásmu 800 MHz a s využitím stávajících 4G základnových stanic standardizovanou technologii NB-IoT (Narrow Band – Internet of Things) do zákaznické sítě.[zdroj?] Na podzim 2017 pokryl Českou republiku speciální sítí úzkopásmového internetu věcí NB-IoT a v prosinci téhož roku spustil komerční provoz.[zdroj?]
V březnu 2019 spustil technologii eSIM, v červnu 2019 v Karlových Varech spustil svou první reálnou 5G mobilní síť v Česku. V červenci 2019 Evropská komise schválila akvizici společnosti UPC Česká republika a v září 2019 představil Vodafone po koupi UPC první společnou nabídku služeb.

## Mobilní Sítě Vodafone a pokrytí
Vodafone už několikrát dostal ocenění Best in Test za kvalitu hlasových služeb a datových přenosů na základě testů provedených společností P3 communications. Aktuálně pokrývá jeho mobilní síť LTE 99 % populace ČR. Zároveň Vodafone nabízí pevné připojení k internetu, a to 99 % českých domácností. Kromě toho na podzim 2017 pokryl Českou republiku speciální sítí úzkopásmového internetu věcí NB-IoT a v prosinci téhož roku spustil komerční provoz. Vodafone v současné době provozuje mobilní síť na standardech GSM, 4G a 5G NSA. K vypnutí sítě 3G došlo na začátku roku 2021.

## Virtuální operátoři v mobilní síti Vodafone
2. prosince 2013 Vodafone zprovoznil vlastního virtuálního operátora Oskarta, který svým názvem navazuje na dřívější službu. Jde o předplacenou kartu, již charakterizuje levné volání.
Síť Vodafonu aktuálně využívá 54 virtuálních operátorů. Patří mezi ně: SAZKAmobil, Oskarta, COOP Mobil, CENTROPOL, DH Telecom, LAMA mobile a Quadruple. Najde se řada dalších operátorů, kteří využívají přístup k síti Vodafone prostřednictvím společnosti Quadruple nebo DH Telecom. Na stránkách Asociace pozorovatelů mobilních sítí můžete nalézt celý seznam aktuálních virtuálních mobilních operátorů.

## Udržitelné podnikání a dobročinnost
Vodafone se řídí dlouhodobou strategií udržitelného podnikání, hlásí se ke globálním Cílům udržitelného rozvoje (SDGs) a podporuje digitalizaci a diverzitu ve společnosti. Klade důraz na ochranu životního prostředí a využívá jen energii z obnovitelných zdrojů.[zdroj?]
Vodafone podporuje inovativní startupy a podnikatele v regionech. Zaměstnanci společnosti věnují ročně dobrovolnickým aktivitám více než 7500 hodin prostřednictvím Nadace Vodafone. Ta se za 13 let od svého založení dostala mezi nejdůležitější podporovatele a investory do technologických sociálních inovací, které zlepšují život společnosti a znevýhodněných skupin.[zdroj?]
Od roku 2011 kupuje Vodafone 100 % „zelenou energii“ z obnovitelných zdrojů E.ON. Stal se tak jediným telekomunikačním operátorem v ČR, který kupuje pouze obnovitelnou energii.[zdroj?]
Od svého založení v roce 2006 investovala Nadace Vodafone více než 195 milionů korun do programů a komunit v České republice, podpořila 500 projektů a prospěla nejméně 1,5 milionu lidí.[zdroj?]

## Vedení
V únoru 2006, po ovládnutí Oskara skupinou Vodafone, se stal generálním ředitelem Grahame Maher, původem Australan ze švédské pobočky operátora, který v červnu 2008 odešel řídit nově založenou pobočku v Kataru. Jeho následovnice, Kanaďanka Muriel Antonová, působila na ředitelském postu 5 let, u firmy přitom působila od roku 2000 z pozice viceprezidentky pro finance. Po ní se ředitelské funkce ujal dřívější ředitel maltské pobočky, Ind Balesh Sharma, který v ní setrval 3 roky. Od 1. března 2017 jej vystřídal někdejší viceprezident pro péči a prodej Jiří Báča a Sharma odešel na pozici provozního ředitele indické pobočky. Od ledna 2024 je generální ředitelkou Violeta Luca.